# Raoul-Auger Feuillet
Raoul-Auger Feuillet (1650? – 1709?) è stato un danzatore e coreografo francese.

## Biografia
Le date di nascita e morte sono fortemente incerte e oscillano tra il 1650 e il 1675 per la nascita e il 1709 e il 1730 per la morte.
Allievo di Beauchamp e membro dell'Académie Royale de Danse, nel 1700 curò la pubblicazione di un trattato sul primo sistema di notazione della danza teatrale ideato dal Beauchamp, che si limitava però alla descrizione dei passi (movimento dei piedi), alla loro direzione nello spazio e alla successione delle figure, mentre i movimenti delle braccia, della testa e del corpo non vi erano ancora contemplati. Il titolo dell'opera era Chorégraphie ou Art de décrire la danse par caractères, figures et signes démonstratifs (Coreografia o Arte di descrivere la danza attraverso caratteri, figure e segni dimostrativi). Il termine coreografia infatti all'epoca indicava la notazione della danza - come da significato etimologico - non l'arte di comporre le danze. La pubblicazione conteneva i diagrammi di molti passi e la documentazione su alcune danze di corte e teatrali coreografate da Louis Pécour e dallo stesso Feuillet. L'opera ebbe molte ristampe perché veniva aggiornata annualmente con le nuove danze.

Feuillet fu autore di coreografie per balletti dell'Opéra, alcuni dei quali sono pubblicati nel suo Recueil de Danses (Raccolta di danze) pubblicato nel 1704.